# Hachijō
Hachijō (八丈町 Hachijō-machi) és un municipi situat en la subprefectura de Hachijō, Tòquio, Japó. A la data del primer de juny de 2016, la localitat tenia una població de vora 7.516 persones i una densitat de 104 persones per km². La seua àrea total és de 72,33 quilòmetres quadrats. La població produeix i rep electricitat mitjançant una central geotèrmica i amb molins de vent.

## Geografia
El municipi ocupa l'illa de Hachijō i l'illa de Hachioji, una petita illa deshabitada, totes dos a l'arxipèlag d'Izu. La localitat es troba a 287 km al sud de Tòquio, a l'oceà Pacífic.
Degut als corrents marítims, el clima d'Hachijō sol ser més calid que el de Tòquio. Tots els habitants del municipi viuen a l'illa Hachijō.

## Demografia
| Població | 10.316 | 10.318 | 10.244 | 10.024 | 9.420 | 9.476 | 9.488 | 8.837 | 8.231 | 7.613 |

## Història[2]

### Prehistòria
Segons els estudis arqueològics tradicionals, l'illa habia estat deshabitada en temps antics, però l'any 1962 amb el descobriment d'una pedra per un estudiant de l'institut Mihara, van descobrir-se les ruïnes de Yubama. El 1977 van descobrir-se les ruïnes de Kurawa, amb uns osos humans amb diferents ornaments.
S'ha sabut pels recents estudis, que la gent que va viure a l'illa fa 6500 anys no ho va fer de forma continuada, arribant-la a abandonar. Les llars van ser construïdes en bons llocs, en llocs on l'aigua era a prop.

### Des delperíode Kamakurafins l'era Edo
D'acord amb les fonts històriques, les illes van estar sota domini de l'arxipèlag central el 1186, en el període kamakura (1185-1333), sent classificades com a part de Sagami no kuni, a l'actual prefectura de Kanagawa. El primer destacament permanent del govern a l'illa va instal·lar-se l'any 1338, durant el periode Muromachi (1336-1573). El 1440, Okuyama Sorin (un important propietari de terres de Kanagawa) obtindrà el control de l'illa, però en l'última part del segle xv va començar una lluita a tres bandes pel control de l'illa entre Okuyama, Miura Dosun, de Sagami i Hojo Soun, d'Odawara. La lluita continuà fins a l'any 1515, quan Hojo va restar victoriós assolint el control de l'illa sencera. L'origen d'aquesta lluita va ser la exclusiva i única seda d'Hachijō, emprada moltes vegades com a pagament d'impostos. Després des l'any 1604 fins al començament de l'era Meiji (1868-1912), l'illa va romandre sota jurisdicció del shogunat Tokugawa. Durant aquest periode l'illa va servir d'exili de vora 2000 persones per diversos crims, fent que l'illa tinguera la fama de ser "l'illa dels exiliats". També durant aquest periode els habitants van patir molts desastres naturals, plagues i fams, fent que la vida a l'illa fora amarga i dura.

### L'illa a l'era Meiji
L'any 1869 l'illa va passar a la jurisdicció de la prefectura de Sagami amb els pobles de Mitsune, Kashitate, Nakanogo, Sueyoshi i Okago a l'illa d'Hachijō i els pobles d'Utsuki i Toriuchi a l'illa d'Hachijō-kojima, actualment deshabitada. Els següents deu anys, l'illa va estar sota la jurisdicció de diferents prefectures com la de Nirayama (1870), la d'Ashigara (1871), Shizuoka (1876) i finalment la prefectura de Tòquio, l'11 de gener de 1878 on roman fins a l'actualitat.
La llei de viles, pobles i illes de l'any 1908 va dividir en cinc pobles l'illa d'Hachijō, però això no passà amb els poblets d'Hachijō-kojima que romangueren com sempre fins a la promulgació el 1947 de la llei de govern local.

### El naixement de l'estructura municipal
El primer d'octubre de 1954 i conforme a la llei d'unió de pobles i viles, els poblets de Mitsune, Kashitate, Nakanogo, Sueyoshi i Toriuchi van formar el nou poble de Hachijō, el qual al unir-se amb els pobles d'Okago i Utsuki van crear la vila d'Hachijō.

### L'abandonament d'Hachijō-kojima
A causa de les condicions de vida a l'illa d'Hachijō-kojima, prou difícils, l'illa va patir un fort despoblament, a causa d'un descens en la qualitat de vida i la població envellida, causant un estancament dels plans de desenvolupament de l'illa. L'any 1966, els vora un centenar d'habitants que restaven vivint a l'illa van elevar una petició a l'ajuntament d'Hachijō demanant que se'ls pogués recol·locar fora de l'illa, cosa que l'ajuntament finalment acceptà. La petició portava aquests factors com a raons:
- Mancança de telèfon, aigua i serveis mèdics.
- L'increment de la desigualtat en condicions de vida amb la resta del país.
- La tendència al despoblament de l'illa.
- Mancança de serveis educatius per als infants.

L'any 1968 es va acordar el pagament de 28,1 iens per m² de terreny als residents i 18,1 iens per m² als no-residents com a indemnització.
Durant el gener del 1969 els residents van ser evacuats amb l'ajut del Govern Metropolità de Tòquio, restant l'illa deserta.

## Economia
El municipi i tota l'illa treuen la majoria d'ingressos amb l'activitat turística. Aquestes pràctiques es combinen amb la pesca, la ramaderia i el conreu.

## Política local[3]

### Alcaldes
| Alcalde             | Inici del mandat | Fi del mandat | Partit | Partit      |
| Shunichiro Komiyama | 1955             | 1962          |        |             |
| Ikeda Isao          | 1962             | 1969          |        |             |
| Minemoto Kiyotsugu  | 1969             | 1977          |        |             |
| Okuyama Hideo       | 1977             | 1997          |        |             |
| Naoe Sasamoto       | 1997             | 2001          |        |             |
| Michinori Asanuma   | 2001             | 2011          |        |             |
| Tomonari Yamashita  | 2011             | -             |        | Independent |

### Composició de l'Assemblea Local
- President: Hiroshi Tsuchiya (PLD)
- Vice-president: Yoshiko Mizuno (KMT)

| Composició de l'Assemblea Local (2014) |                           |        |
|                                        | Partit                    | Escons |
|                                        | Partit Liberal Democràtic | 2      |
|                                        | Kōmeitō                   | 2      |
|                                        | Partit Comunista del Japó | 1      |
|                                        | Independents              | 7      |
|                                        | Vacant                    | 2      |
|                                        | Total                     | 14     |

## Transports
El municipi és accessible per mar i aire. Cada dia, a les 10 de la nit ix un ferry des de Tòquio i arriba al port a les 9 del matí. El viatge en avió des de l'aeroport internacional de Tòquio a l'aeroport d'Hachijo-jima són vora 45 minuts.

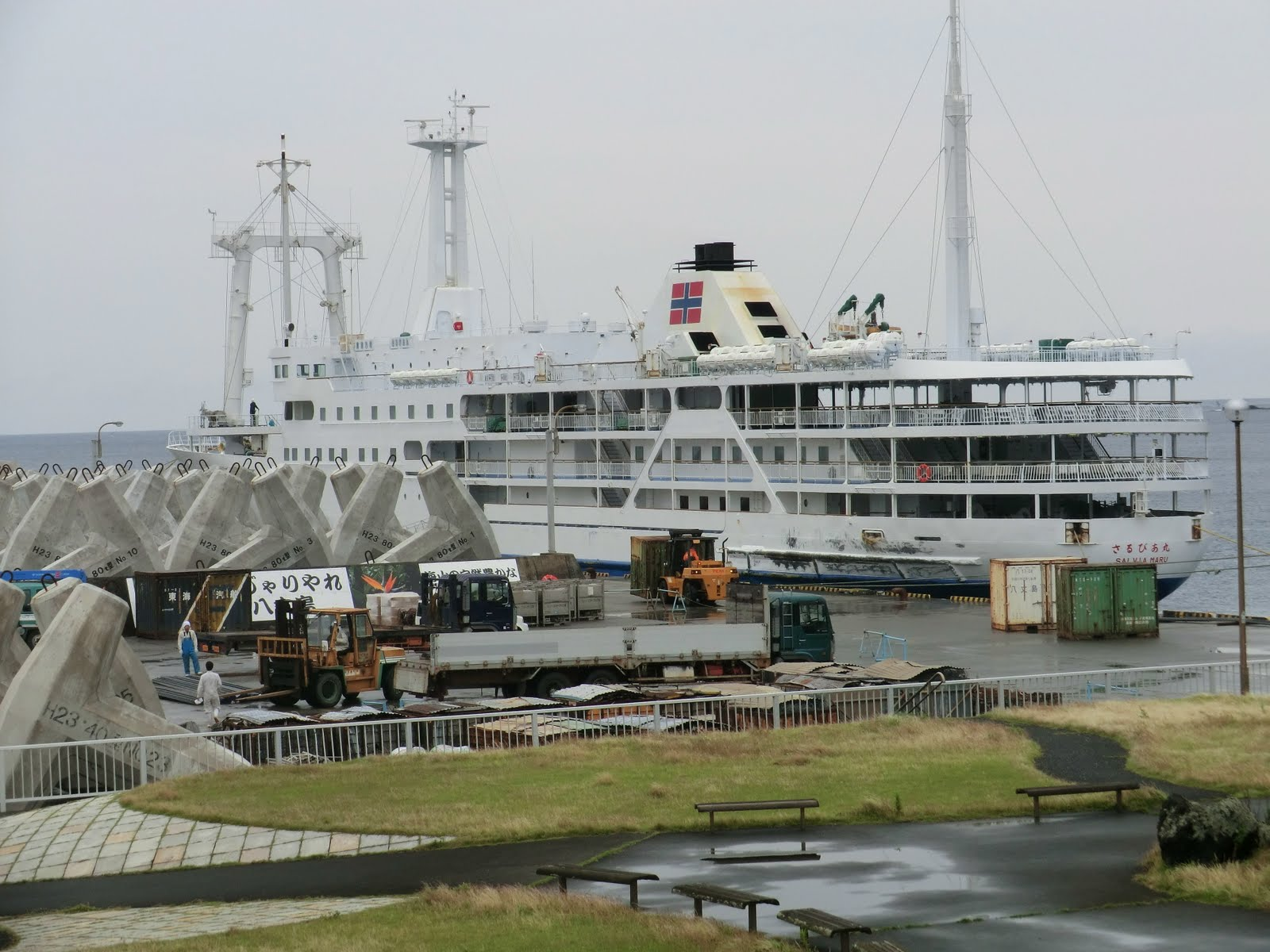
Ferry arribant de Tòquio.

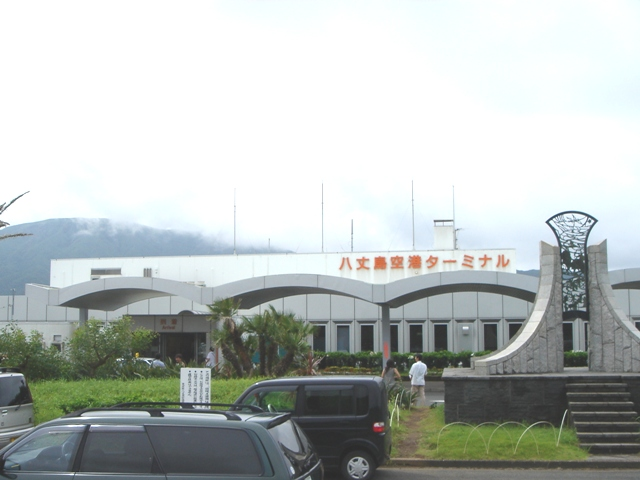
Terminal de l'aeroport d'Hachijô.

## Galeria

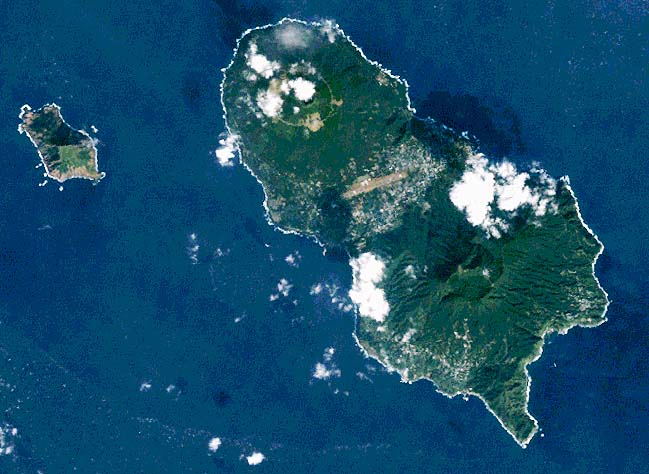
Hachijōjima (dreta) i Hachijōkojima (esquerra)
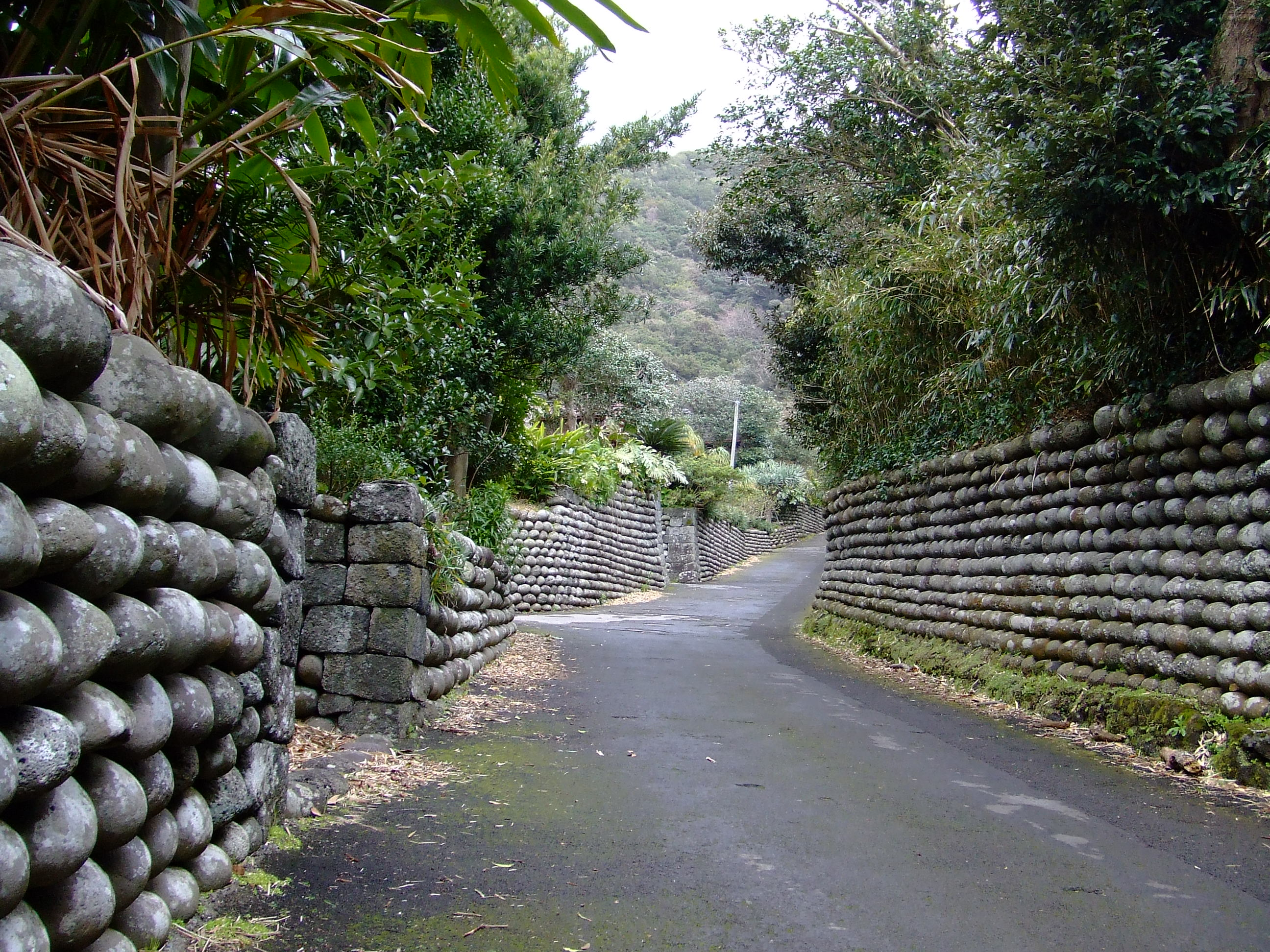
Tanques de pedra típiques de l'illa
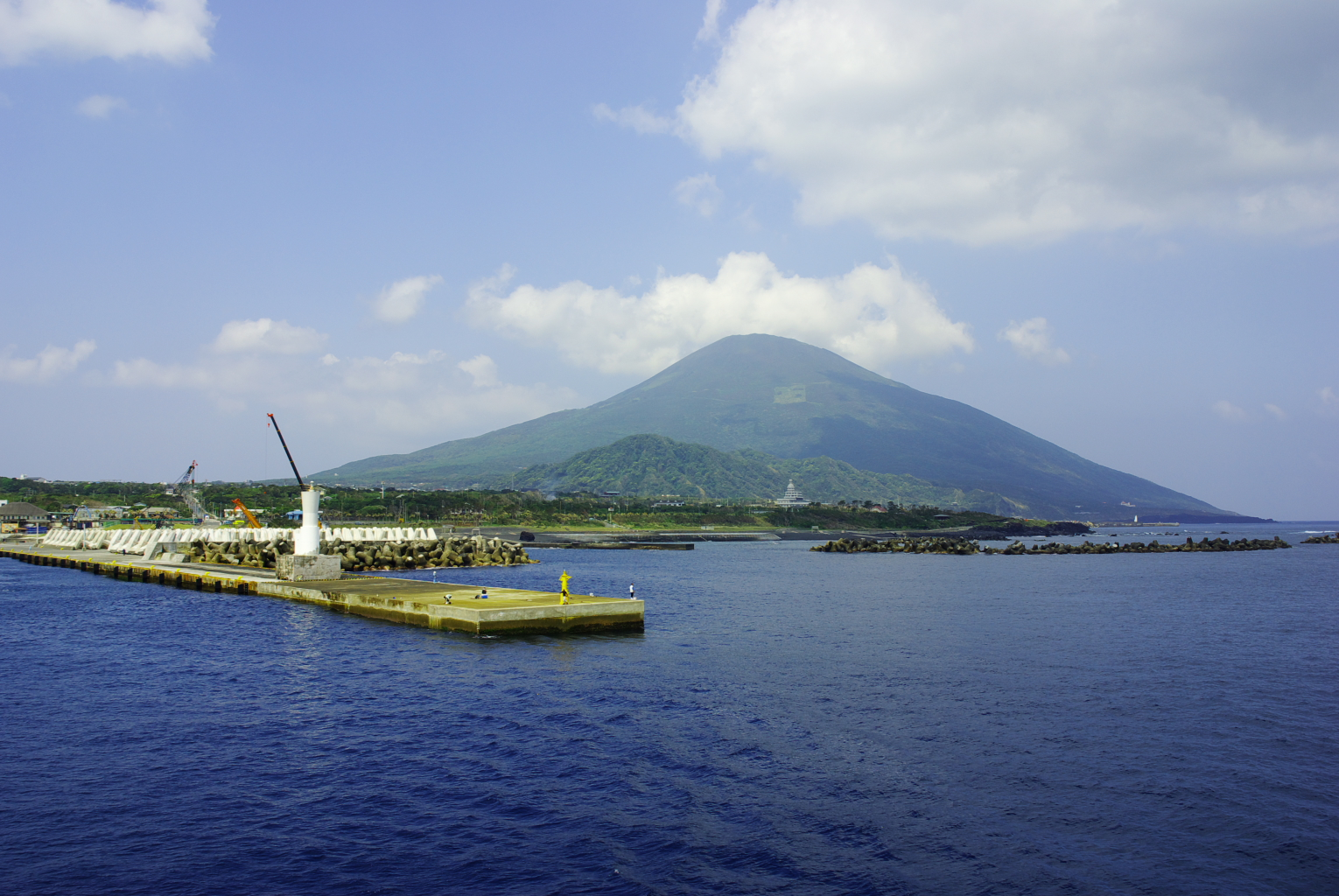
Port de Sokodo
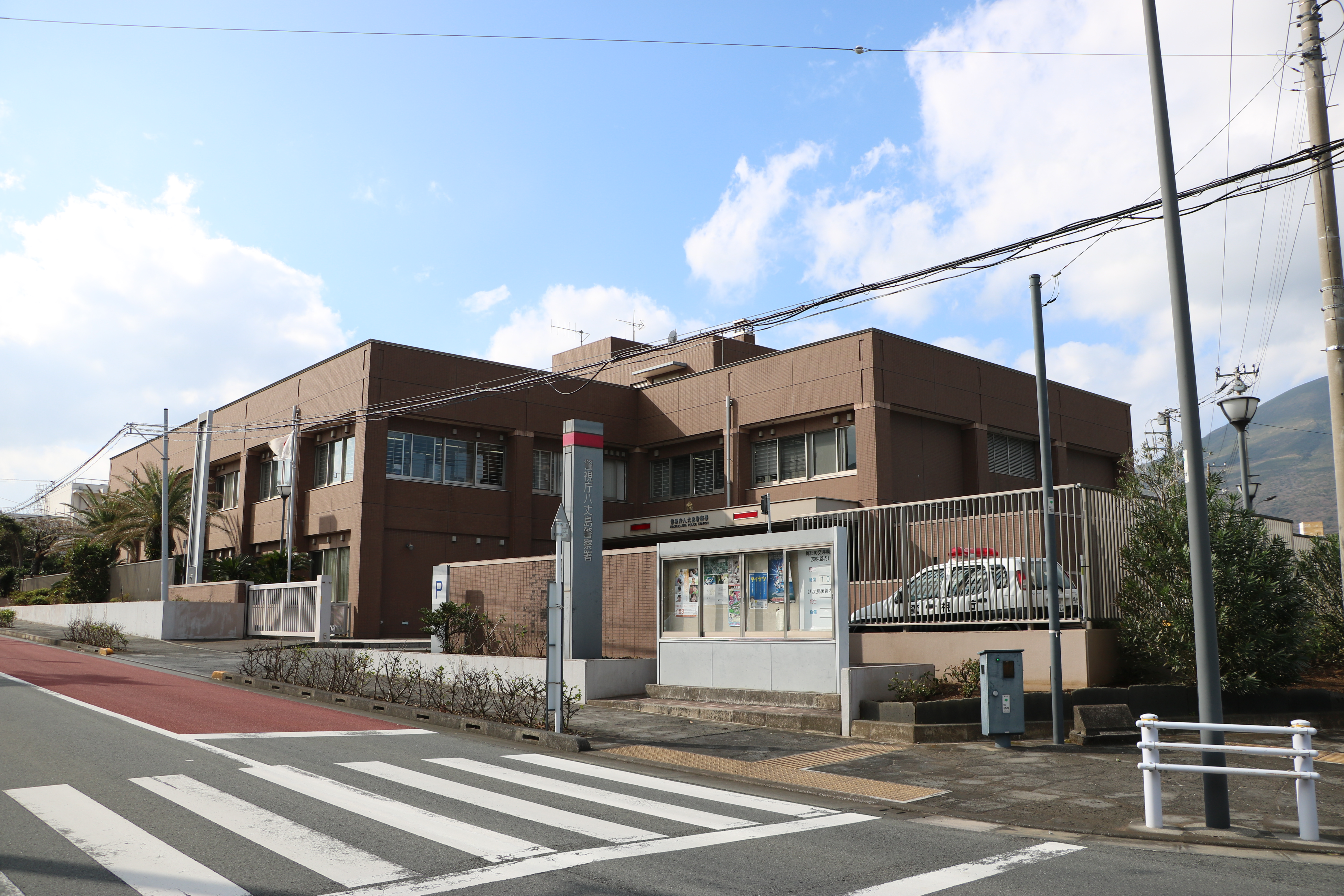
Estació de policia
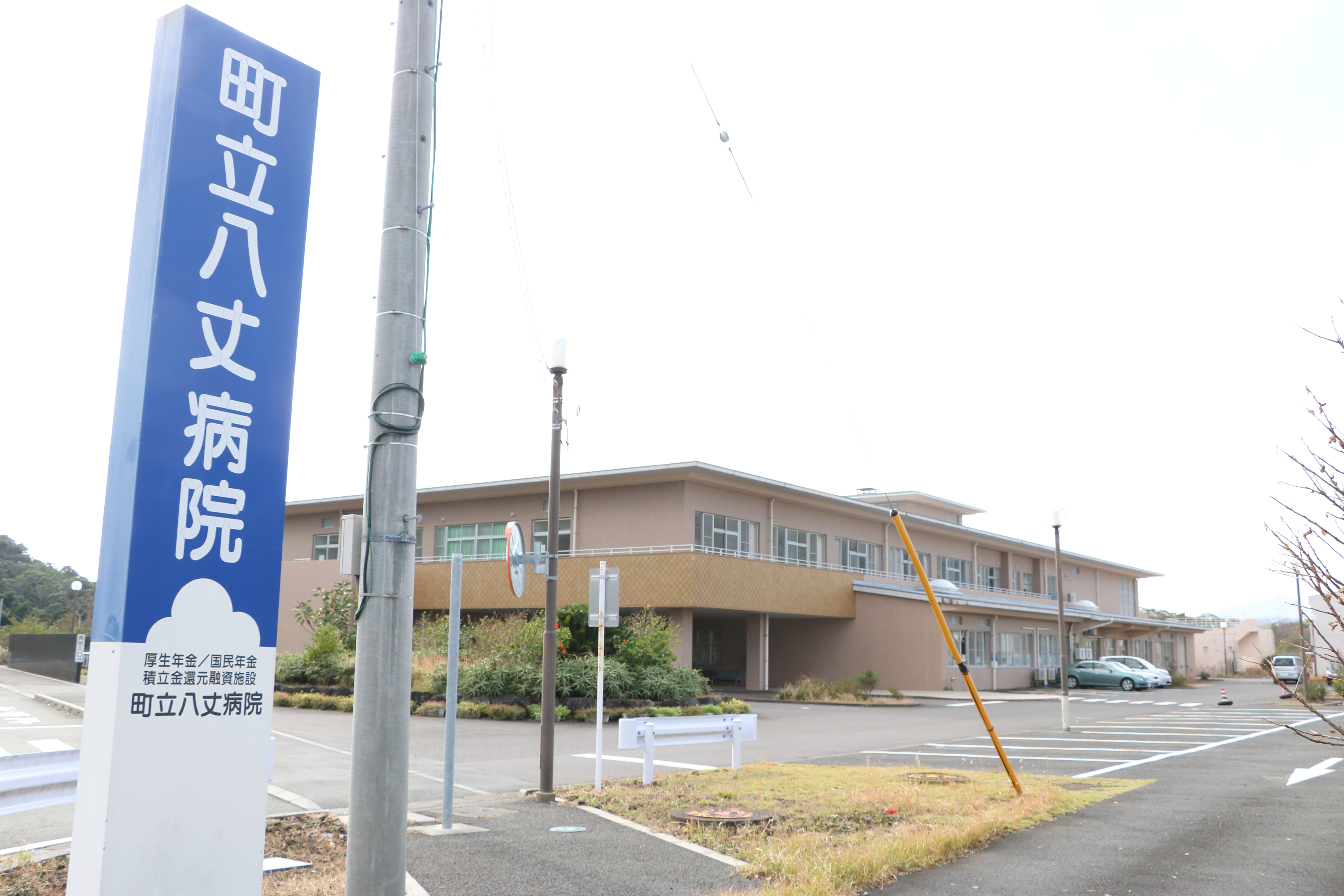
Hospital municipal
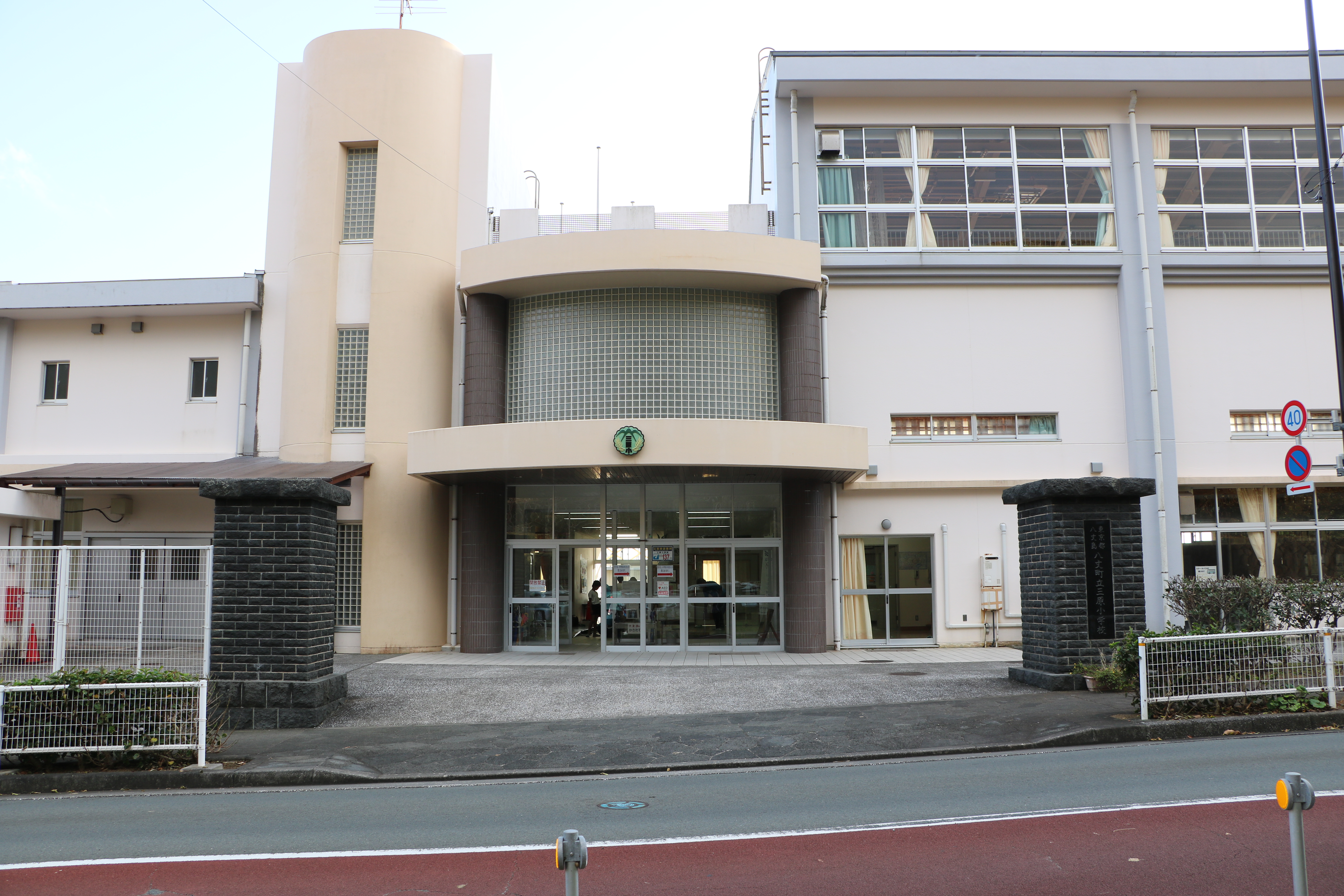
Col·legi Mihara
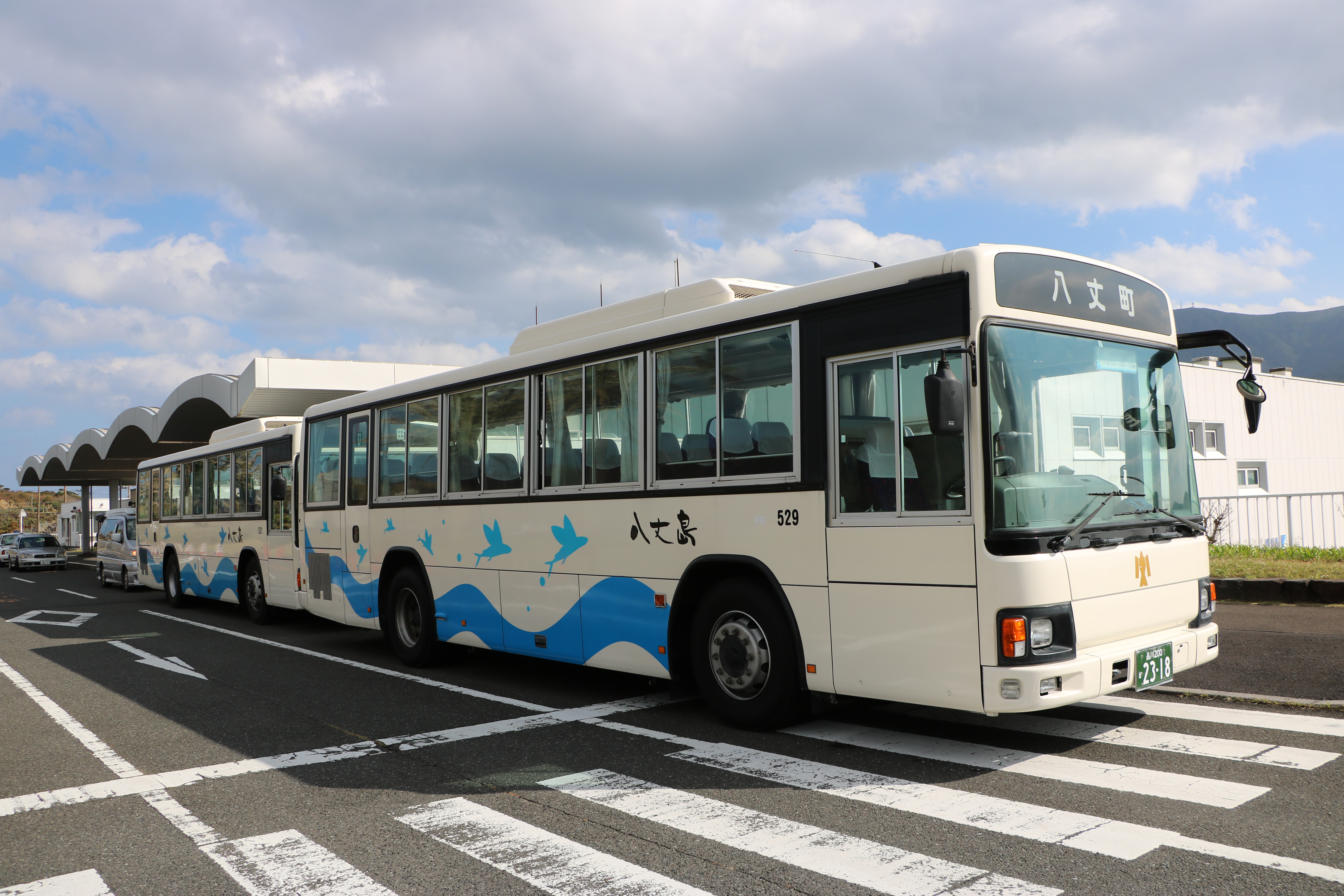
Autobus municipal a l'aeroport d'Hachijô
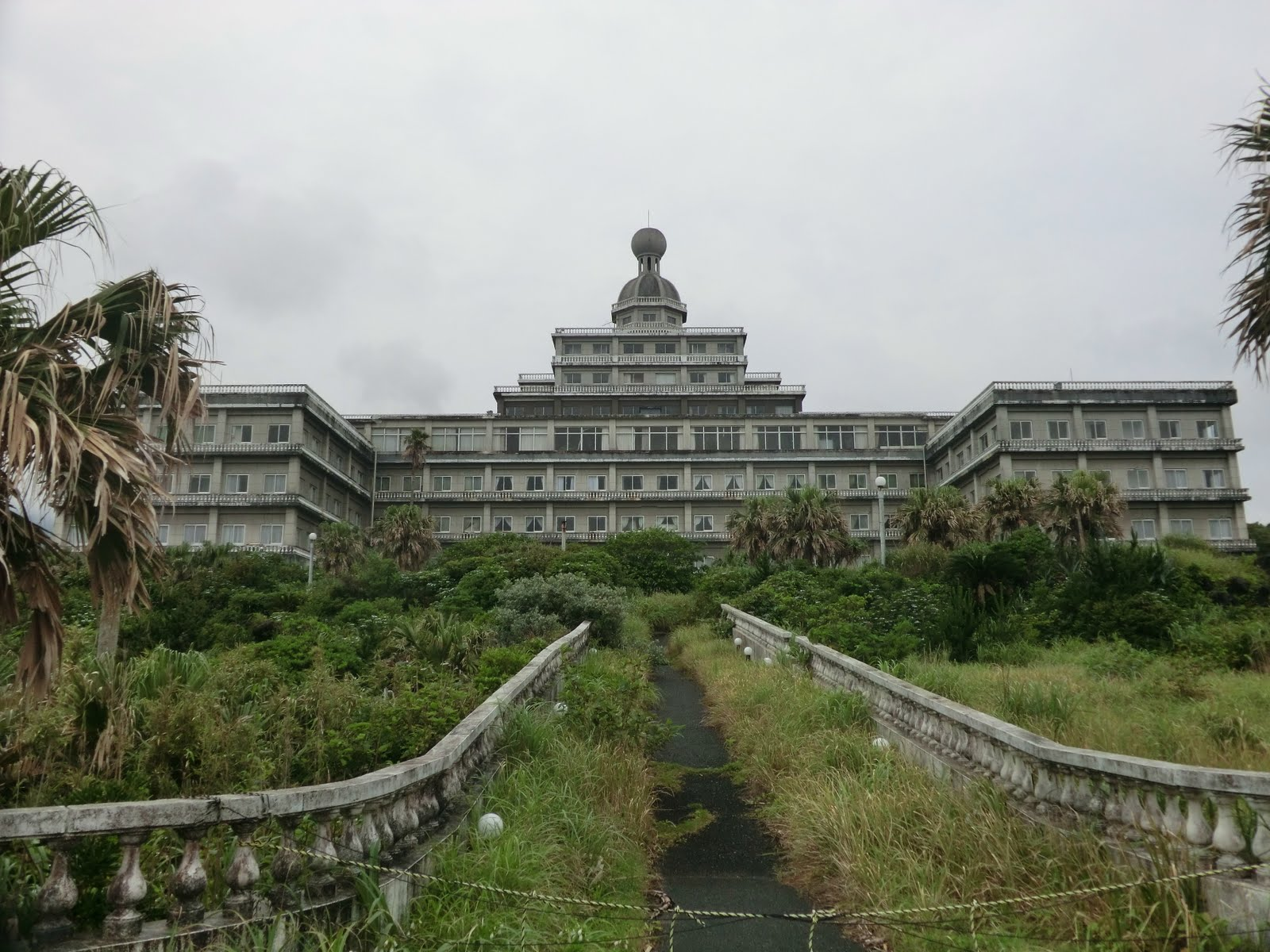
Antic hotel abandonat

## Agermanaments
- - Maui, Hawaii, EUA[4]